# Jenő Heltai

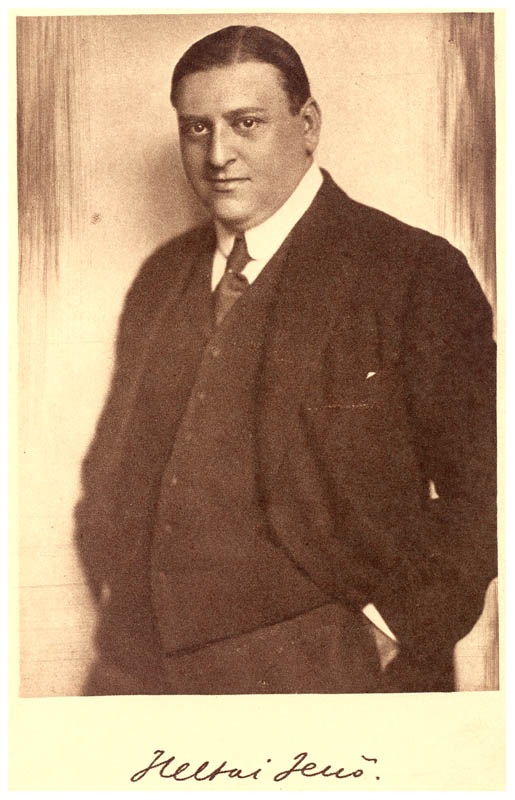
Heltai Jenő

Jenő Heltai  (Boedapest, 11 augustus 1871 – Boedapest, 3 september 1957) was een Hongaars schrijver, dichter en publicist. Een neef van de schrijver, Tivadar Herzl, bepaalde mede zijn zionistisch getinte zienswijze.

## Biografie
Hij publiceerde al gedichten sinds hij 14 jaar was. Nadat hij zijn rechtenstudie afbrak werkte hij als journalist bij de krant Magyar Hírlap, het tijdschrift A Hét (De Week, 1890), en Pesti Hírlap (Nieuwsblad van Pest). Daarna werkte hij voor Pesti Napló (Journaal van Pest). Hij deed zijn militaire dienstplicht, reisde veel en woonde onder andere in Parijs, Londen, Berlijn en Istanboel. Al sinds 1900 werkte hij als secretaris in het komische theater (Vígszínház), later tot 1929 in de Stadsschouwburg. Van 1932 tot 1934 was hij directeur van het Hongaarse Theater (Magyar Színház).
Hij schreef ook liedteksten. Zo schreef hij een tekst op Vitéz János voor Pongrác Kacsóh, getiteld ‘Blauw meer, zuiver meer…’. Zijn meesterschap in de dichtkunst uitte zich ook op het podium. In 1936 werd met veel succes in het Hongaarse Stadstheater het stuk "A néma levente" (De stomme held) opgevoerd, met een tekst in rijmvorm. Het stuk staat zelfs heden ten dage nog regelmatig op het programma. Zijn werk schetst – onder andere – op een humoristische manier het leven van Hunyadi Mátyás, de eerste koning van Hongarije.
Met veel begrip schetste hij het linke leven van de bohemien. Zijn toon is dikwijls somber, zoals in zijn roman, getiteld ‘De 111’, maar nooit afstandelijk.
Naast andere beroemde auteurs, zoals Ferenc Molnár, zijn de Hongaarse Jodenwetten ook op hem van toepassing. Na 1945 keerde hij terug naar Hongarije en hij was ondertussen bekeerd tot het christendom.
Naar het einde van zijn leven toe werd hij vereerd met het Franse Legioen van Eer voor zijn literaire vertalingen. In 1948 ontving hij de ‘Kossuth Orde’ (tweede klas) en werd hij verkozen als president van de Hongaarse PEN-club. In 1957, hij was toen al erg ziek, werd hem de Kossuthprijs toegekend.
Hij overleed op 3 september 1957, op 86-jarige leeftijd.

## Belangrijkste werken

### Gedichten
- Modern dalok, 1892
- Kató, 1894
- Fűzfasíp, 1913
- Elfelejtett versek, 1947
- Szabadság 1945. május 1.

### Novellen
- Lou (Boedapest, 1900);
- Írók, színésznők és más csirkefogók (Boedapest, 1910);
- Scherzo (Boedapest, 1910);
- Színes kövek (Boedapest, 1911);
- A Tündérlaki lányok (Boedapest, 1914);
- Lim-lom (Boedapest, 1915);
- Papírkosár (Boedapest, 1927);
- Utazás enmagam körül (Boedapest, 1935);
- A gyilkos is ember (Boedapest, 1939);
- Ismeretlen ismerősök (Boedapest, 1943);
- Ötven elbeszélés (Boedapest, 1946);
- Színes kövek (elbeszéléseinek gyűjteményes kötete, Boedapest, 1957).

### Romans
- Hét sovány esztendő (Boedapest, 1897);
- Az utolsó bohém (Boedapest, 1911);
- Family Hotel (Boedapest, 1913);
- VII. Emmánuel és kora (Boedapest, 1913);
- Jaguár (Boedapest, 1914);
- A 111-es (Boedapest, 1920);
- Álmokháza (Boedapest, 1929).
- Ifjabb (Boedapest, 1931).

### Toneel
- Az asszony körül (Boedapest, 1903);
- Az édes teher (Boedapest, 1909);
- Naftalin (Boedapest, 1908);
- A masamód (Boedapest, 1910);
- Arcok és álarcok (Boedapest, 1925);
- A néma levente (Boedapest, 1936);
- Az ezerkettedik éjszaka (Boedapest, 1939);
- Lumpácius Vagabundusz, vagy a három jómadár (Nestroy vígjátékának átdolg. Boedapest, 1943);
- Szépek szépe (Boedapest, 1955);
- Menazséria (válogatott egyfelvonásos színművek, Boedapest, 1962).

### Bloemlezingen en essays
- A masamód - Elfelejtett drámák (Európa Kiadó, 2001., szerk: Győrei Zsolt, ISBN 9630769379)
- Száztíz év - összegyűjtött versek (Papírusz Book Kiadó, 2002., szerk: Győrei Zsolt, ISBN 9789639263116)
- Heltai Jenő breviárium (in: Budapesti Negyed - X. évf. 4. szám és XI. évf. 1. szám, 2002. tél és 2003. tavasz, szerk: Győrei Zsolt)
- Győrei Zsolt: Heltai Jenő drámai életműve (L'Harmattan, 2005., ISBN 963-7343-40-7)
- Te pajkos, kis kokott - Heltai Jenő Budapestje (Papírusz Book Kiadó, 2007., szerk: Győrei Zsolt, ISBN 9789639263345)